# Fænotypisk plasticitet
Fænotypisk plasticitet er en organismes evne til at ændre sin fænotype som svar på ændringer i miljøet.
Denne formbarhed kommer i nogle tilfælde til udtryk ved en meget forskelligartet, ydre fremtræden. I andre tilfælde vil en glidende overgang i reaktionerne vise det sammenhængende forhold mellem en række miljøer og de tilsvarende fænotyper. Begrebet blev først brugt i sammenhæng med udviklingen af individet fra ung til voksen, men nu bruges det mere bredt, sådan at det også omfatter ændringer, der sker i løbet af en voksen organismes liv, herunder adfærdsforandringer.
|  |  |  |

Note
1. ↑  "Fleksibilitet sikrer dyr og planter succes i miljøer under forandring. Videnskab.dk". Arkiveret fra originalen 6. oktober 2018. Hentet 6. oktober 2018.
2. ↑  T.D. Price, A. Qvarnström og D.E. Irwin: The role of phenotypic plasticity in driving genetic evolution i Proceedings of the Royal Society B: Biological Sciences, 2003, 270, 1523, side 1433–40. Se artiklen online Arkiveret 26. januar 2020 hos  Wayback Machine